# Raleo de frutos

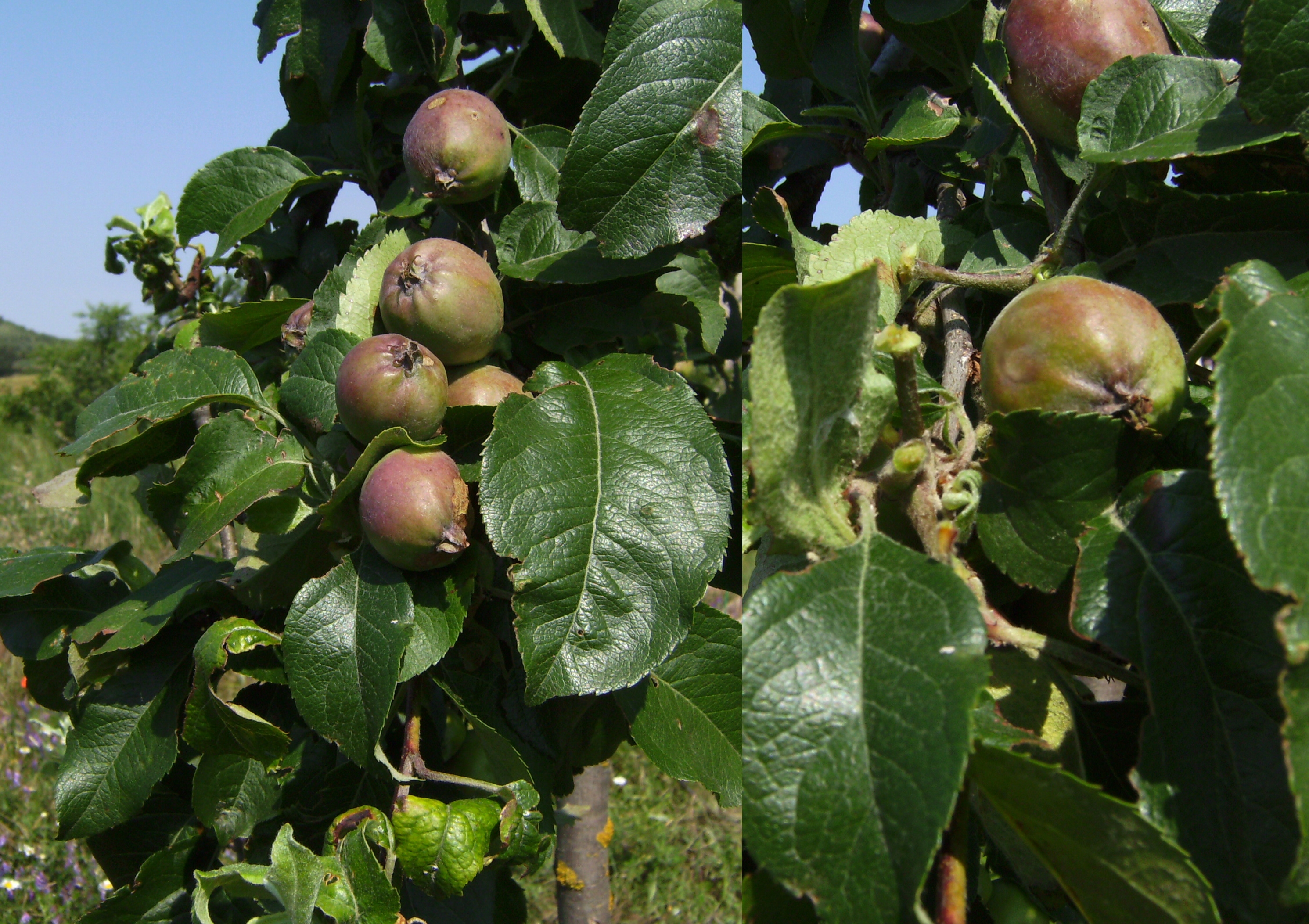
Manzano antes (izquierda) y después (derecha) del raleo de frutos. Se puede observar la diferencia en el tamaño de los frutos obtenidos

El raleo de frutos, también llamado aclareo de frutos (en inglés, thinning), es una práctica cultural que consiste en la eliminación de los frutos en exceso por vía manual, mecánica o química, como una de las formas de regular la carga (número de frutos por ejemplar) de los árboles frutales. Si bien esta práctica puede realizarse en cualquier especie vegetal útil, se realiza con mayor frecuencia en especies frutales.
Un monte frutal equilibrado, con un buen manejo agronómico (poda, riego, nutrición, estado sanitario, cosecha oportuna de frutos, etc.), asegura una diferenciación floral óptima. Por lo tanto, la cantidad y la calidad de las yemas fructíferas permitirán una floración y cuaje abundante, siempre que las condiciones meteorológicas durante el invierno y la primavera sean las apropiadas. La planta, frente a esa situación de alto cuaje, regula la carga mediante las caídas naturales, de forma tal que los frutos puedan alcanzar el estado de madurez. Sin embargo, la calidad de esa fruta suele no ser aceptada por el consumidor que exige, entre otros atributos, sanidad e inocuidad, buen tamaño, color y sabor. Por ello, además de regular la carga mediante la poda, se debe realizar raleo de frutos.
La mayoría de las especies frutales, frente a situaciones de clima, suelo y cultivo óptimas, producen más frutos que los necesarios para un buen rendimiento a cosecha (expresado en kg por planta), pero de poca calidad, sobre todo por su falta de tamaño, color y sabor. Otro efecto adverso muy importante por una excesiva producción es el compromiso de la cosecha de la campaña siguiente, al inhibir la diferenciación floral, manifestando el comportamiento de alternancia, vecería o añerismo (alternancia de años productivos y otros no) que suelen presentar muchas especies. También resulta negativa la rotura de ramas por el peso excesivo y los mayores costos de cosecha de fruta que luego no se podrá comercializar por falta de calidad. Por ello, conviene eliminar los frutos en exceso mediante el raleo.
La práctica del raleo disminuye los rendimientos totales, lo cual se compensa económicamente al mejorar la calidad de la fruta cosechada y evitar la alternancia en la producción.
Todas las especies frutales responden al raleo de frutos. Sin embargo, solo debe practicarse en aquellas en las cuales el aumento de tamaño del fruto sea compensado económicamente. La alta productividad de las nuevas variedades autocompatibles de cerezo injertadas sobre pies que controlan el vigor, da como resultado la obtención de fruta de calibres pequeños, no comercializable en el mercado, y obliga actualmente a incorporar la práctica de raleo, ya sea de yemas o de frutos.
En el caso del olivo, el aumento de tamaño de los frutos no siempre compensa el costo de la operación de raleo. Sin embargo, el raleo químico se encuentra en evaluación, particularmente para contrarrestar el efecto negativo de una alta carga de frutos sobre la inducción floral, al acentuar el comportamiento de vecería o alternancia de producción.
En especies en las cuales el valor comercial no radica en la pulpa o en el tamaño de los frutos (almendro, nogal o avellano), no se justifica esta práctica, ya que el crecimiento de la semilla no se ve favorecido por el raleo.
El raleo de frutos debe efectuarse eficientemente para compensar económica y fisiológicamente su ejecución. Ello implica evaluar dos factores fundamentales: la época de realización y la intensidad. Luego, queda por determinar la forma en que se puede realizar: manual, mecánica o química.

## Época de raleo
La decisión de ralear debe tomarse lo antes posible, luego de las caídas naturales, cuando la cantidad de fruta que queda en la planta es superior a la que ésta puede sostener para llegar a cosecha con calidad comercial. Es necesario recordar que el raleo de frutos significa siempre una pérdida en la producción o en el rendimiento, expresado en kg por planta, pero se compensa con el mayor valor comercial que se logra con fruta de mejor calidad y/o precocidad en maduración. Por lo tanto, si las condiciones de mercado o el destino del producto no premian dicha calidad diferencial (tamaño, color y sabor) pagando un precio más elevado por ella, el raleo no se efectuará. Tal es el caso de los damascos para pulpa, o las aceitunas para aceite. En tales casos, se ajusta bien la carga mediante una poda más intensa y un mayor aporte nutricional, como prácticas culturales más efectivas para equilibrar la planta y asegurar la renovación del material productivo para la cosecha de la siguiente campaña.
En términos generales, la época de raleo más temprano tiene lugar durante la inducción y diferenciación floral, mediante la aplicación de reguladores de crecimiento como el ácido giberélico (GA3), base fisiológica para muchas líneas actuales de investigación, sobre todo en frutales de carozo. El control de la carga con la intensidad de poda significa también un raleo muy temprano, en este caso de yemas.
Luego se puede actuar sobre las flores, por ejemplo desecando los estigmas o el polen mediante la aplicación de dinitroortocresol (DNOC) o dinitroortociclohexilfenol. Todas estas oportunidades de raleo son de muy alto riesgo, porque aún no se ha producido la fecundación y el cuaje. Por ello, resulta muy difícil tomar la decisión con tanta anticipación. En general, se actúa raleando frutos y lo más efectivo es hacerlo durante el desarrollo de la primera etapa de crecimiento, que por lo general ocurre dentro de los 30-40 días después de plena floración (DDPF). La respuesta al raleo, medida como aumento de tamaño del fruto, es proporcional a la fecha de raleo, pero los riesgos son también mayores, principalmente en zonas con altas probabilidades de heladas, lluvias o vientos.
Los productores de regiones con primaveras inestables o frías suelen desechar las opciones de raleo temprano que resultan fisiológicamente ideales para la obtención de frutos de mayor calibre, retrasando el raleo lo más posible para evitar las adversidades meteorológicas. Así, se ralean frutos más que yemas o flores, y la ejecución del raleo se retarda hasta pasado el mayor peligro de heladas o lluvias.
Mientras más temprano se efectúe el raleo, mayor es el número de frutos que se puede dejar en planta y mayores son los rendimientos que se pueden alcanzar con calibres comercializables. Existe una relación inversamente proporcional entre el tamaño final de los frutos y el número total de frutos o carga del árbol frutal; en cambio, el rendimiento o eficiencia productiva está fuertemente afectada por el número de frutos. Cuando se retrasa el raleo, se debe eliminar un mayor número de frutos para alcanzar dichos calibres y, por lo tanto, se limita el rendimiento potencial.
Se puede postergar la época de raleo hasta el inicio de la esclerificación (endurecimiento) del endocarpio (etapa II del crecimiento del fruto) en frutales de hueso o carozo, o hasta los 45-60 DDPF en frutales de pepita (manzano y peral), sin afectar demasiado la eficacia de esta práctica. En estas especies, un raleo más tardío no solo produce un efecto menor sobre el tamaño, sino que además compromete la inducción y diferenciación floral. Esto sucede porque las giberelinas endógenas producidas por las múltiples semillas (2 óvulos por carpelo, que dan lugar a 10 semillas por fruto) de los excesivos frutos en crecimiento ejercen una acción inhibitoria sobre la inducción floral, promoviendo la vecería o alternancia de la producción.
La época de raleo está muy relacionada también con la fecha de maduración de la variedad, y con la carga y tamaño de frutos en el momento de raleo. Así, para situaciones donde el manejo de cultivo y las cargas iniciales son semejantes, se ralea primero la variedad de maduración más temprana, mientras que bajo situaciones de alta carga inicial y frutos muy pequeños no importa tanto la fecha de cosecha.
Las variedades de duraznero con tendencia genética a producir “carozo partido” también suman esa limitación adicional para la práctica del raleo temprano: se debe retrasar el momento de ejecución del raleo hasta que se defina el inicio de la esclerificación del endocarpo. Para comenzar el aclareo, a menudo se establece como fecha de referencia 10 días después de inicio del “endurecimiento” del carozo. 

## Intensidad del raleo
La intensidad de raleo, es decir, cuántos frutos hay que eliminar es la otra decisión importante a enfrentar. La respuesta depende de varios factores: especie y variedad, edad y vigor de la planta, carga inicial y tamaño de fruto en el momento del raleo, el calibre final esperable según las exigencias o condiciones del mercado o destino de la producción y la época de ejecución, entre otros. En primer lugar, se debe considerar para cada situación particular (especie/variedad) una relación hoja/fruto apropiada: 40-60 hojas por fruto para durazneros y otras especies muy exigentes, 20 hojas por fruto para variedades dardíferas de manzano, y 40 hojas por fruto para cultivares de manzano estándar. Ese comportamiento de los cultivares ‘spur’ se debe posiblemente a una mayor eficiencia fotosintética de la hoja, a una exposición más favorable a la luz considerando el tamaño de la planta, y a un menor destino de los productos de la fotosíntesis a crecimientos vegetativos. El tamaño del fruto está tan condicionado por la cantidad de hojas, que debe asegurarse esa relación óptima desde el inicio del crecimiento del fruto hasta la cosecha. Cuando por diversas razones la brotación o foliación temprana en la estación no es la apropiada, se debe tratar de inducir con aportes nutricionales vía foliar una mejor expresión foliar tan pronto como sea posible.

## Clases de raleo

### Raleo manual
En el raleo manual, un operario efectúa el desprendimiento de los frutos, eliminando primero los frutos defectuosos, dañados o pequeños. La limitación de esta forma de raleo es de orden económico, por su alto costo, que varía según la especie, el tamaño de la planta, el sistema de conducción, la carga inicial y la época de ejecución, entre otros factores. Además del costo, otra limitación importante es la disponibilidad de mano de obra, ya que se precisan muchos operarios en un período de tiempo relativamente breve (desde 10-15 y hasta 25-30 jornales por hectárea).

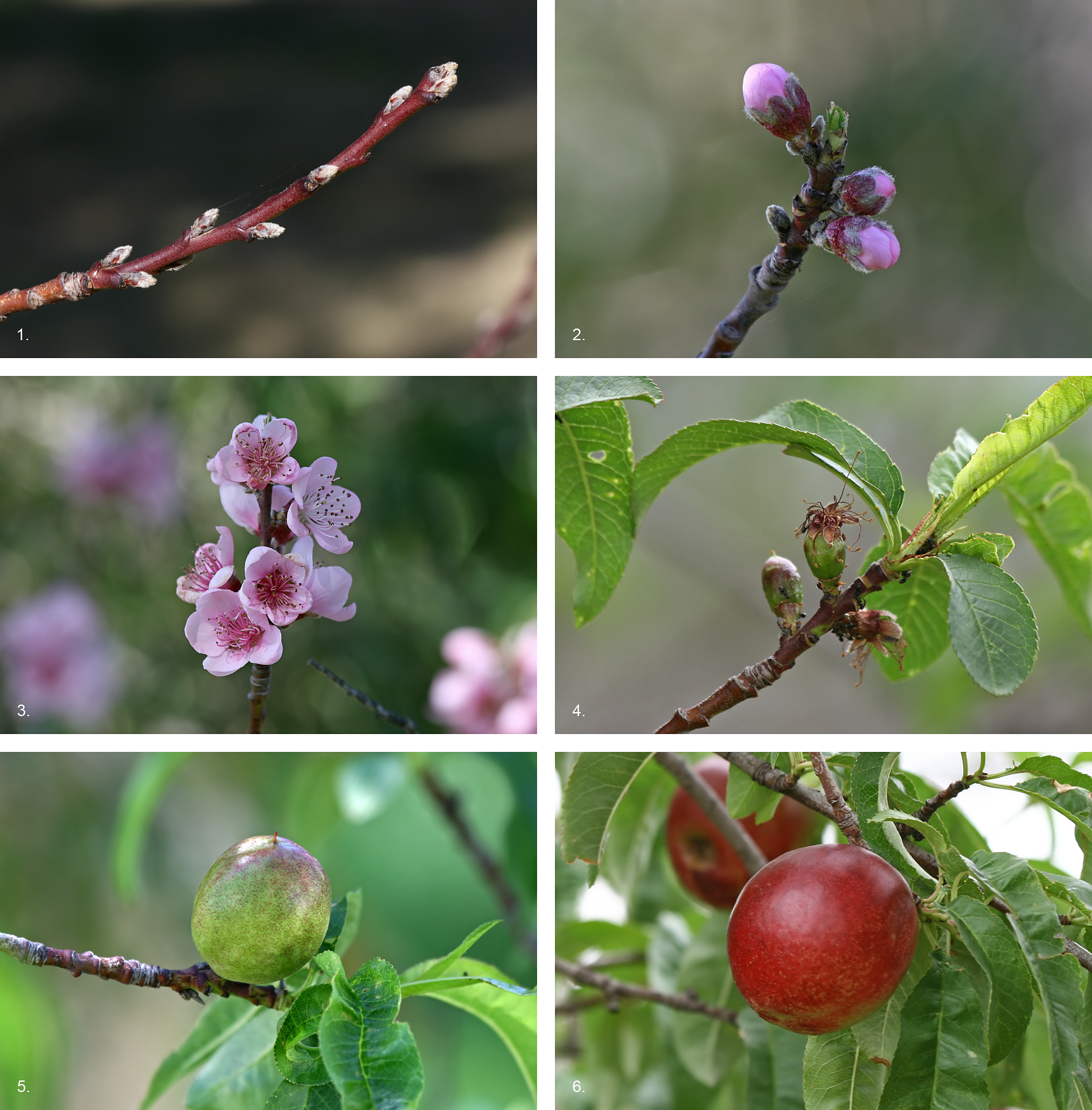
Diferentes etapas de la vida de yemas, flores y frutos de Prunus persica. Conviene ralear de forma manual el exceso de frutos cuajados (foto 4), antes que se produzca su desarrollo excesivo (foto 5), ya que el raleo tardío permite la competencia entre frutos por hidratos de carbono con detrimento de la calidad.

En situaciones extremas, como por ejemplo en raleos muy tempranos antes de los 30 días después de plena floración, con frutos sin pubescencia como ciruelas o nectarinas, alta carga inicial y plantas grandes (uso de escaleras) pueden significar hasta 90-100 jornales/ha.
El raleo manual y, sobre todo, temprano implica no solo costos altos sino también un riesgo mayor desde el punto de vista de la eficiencia operativa, ya que resulta muy difícil ver los frutos chicos, sobre todos los de epidermis glabra que se confunden con las hojas (verdes y brillantes), situaciones en las que pueden quedar en la planta más frutos que los previstos. En otras ocasiones hay raleo excesivo o “sobre-raleo” cuando, al estar agrupados los frutos en ramilletes, se desprende completamente la totalidad del órgano reproductivo.
En los frutales de carozo, el raleo es manual. Puede complementarse el raleo con la práctica del anillado o con el rayado de ramas, con el fin de potenciar el efecto sobre el crecimiento de los frutos y, sobre todo, para lograr cosechas primicias, práctica común en durazneros, ciruelos, vid.
Los altos costos y las dificultades operativas son los factores limitantes principales del raleo manual, sobre todo si es temprano. La posibilidad de seleccionar y distribuir mejor la fruta representa la principal ventaja.

### Raleo mecánico
El raleo mecánico consiste en vibrar la planta o varear sus ramas con el fin de desprender los frutos en exceso. Si bien los frutos que presentan algún daño o detención del crecimiento (frutos débiles) caen por efecto de la vibración, junto con ellos también caen y muy fácilmente los más grandes que deberían quedar en el árbol si el raleo se hiciera selectivamente a mano.
Solo deberá practicarse raleo mecánico en situaciones extremas, de muy alta carga inicial y como complemento del raleo manual (para abaratar costos). Se varean los frutos de la parte alta de la planta, aquellos que se presentan muy amontonados, cuidando de no dañar las ramas, las hojas ni los frutos que quedan. Esta operación generalmente se hace temprano, durante la primera etapa de crecimiento, ayudando a definir las caídas naturales, y a los 5-10 días se ralea manualmente, eliminando aquellos frutos que hubieran quedado dañados por el vareo. Generalmente, esos frutos dejan de crecer luego del raleo mecánico y toman un color amarillento pajizo que los distingue de los frutos normales y que facilita la operación.

### Raleo químico
El raleo químico se basa en la utilización de algunos productos de síntesis que pueden aplicarse con diferente grado de anticipación, según la finalidad de su utilización.
El dinitroortocresol (DNOC), producto de carácter cáustico, se utiliza durante la floración para desecar los estigmas floreales o el polen. El DNOC se aplica sobre todo en manzano, cuando el 80% de las flores centrales (flores “reina”) ya fueron polinizadas y fecundadas, asegurando esa producción de calidad. El DNOC destruye las flores restantes al imposibilitar su polinización y cuaje. O sea que, en este caso, se realiza raleo de flores.
Los restantes agentes químicos, más difundidos y empleados principalmente en manzano como parte de la tecnología usual de cultivo, son verdaderos raleadores de frutos ya que se aplican después del cuaje, con frutos de mayor o menor tamaño según la naturaleza del producto. Esos agentes raleadores son el carbaril (1-naftil-N-metilcarbamato), el ácido 1-naftalenacético (ANA), la naftalenacetamida (NAAm) o el ácido 2-cloroetilfosfónico (etefón). La 6-benciladenina (BA), un regulador del crecimiento del grupo de las citocininas, está siendo evaluada en manzano, sola o combinada con carbaril, ANA y NAAm, con resultados preliminares prometedores para lograr el incremento del tamaño de los frutos.

#### Factores que afectan la eficacia de los raleadores químicos

##### Factores genéticos
No todas las especies responden al raleo químico y, dentro de la misma especie, hay marcadas diferencias entre variedades cultivadas. El manzano es una de las especies que más se ralea químicamente.
Las características de la cutícula de las hojas, la densidad de estomas, el estado de desarrollo de las flores o frutos, la rapidez del transporte y la tasa de metabolización del producto, la edad y el vigor del árbol, entre otros factores, justifican el comportamiento diferente entre especies y variedades cultivadas.

##### Factores meteorológicos
La temperatura y la humedad influyen marcadamente sobre la eficacia de los raleadores químicos. Las temperaturas y la humedad relativa altas favorecen la penetración de los productos. Una lluvia intensa puede lavar el principio activo, perdiendo eficiencia la aplicación. El viento puede actuar desecando rápidamente sobre la hoja la solución que contiene el producto, impidiendo finalmente su acción.

##### Estabilidad del producto
La luz, el pH y la calidad del agua, actúan directamente sobre las características de muchos raleadores, como las auxinas, las citocininas y el etefón.

##### Agentes tensioactivos
Los agentes tensioactivos o surfactantes reducen la tensión superficial, facilitando la absorción y la acción del agente raleador.

## Conclusión
El raleo de frutos es una práctica cultural muy importante en el monte frutal. Para lograr sus objetivos, que consisten en mejorar la calidad de la fruta obtenida y mantener una producción continua en el tiempo, el raleo debe ser criteriosamente programado y bien ejecutado.